# Loi de probabilité marginale
Pour les articles homonymes, voir Probabilité (homonymie).
En théorie des probabilités et en statistique, la loi marginale d'un vecteur aléatoire, c'est-à-dire d'une variable aléatoire à plusieurs dimensions, est la loi de probabilité d'une de ses composantes. Autrement dit, la loi marginale est une variable aléatoire obtenue par « projection » d'un vecteur contenant cette variable.
Par exemple, pour un vecteur aléatoire {\displaystyle (X_{1},X_{2},X_{3})}, la loi de la variable aléatoire {\displaystyle X_{2}} est la deuxième loi marginale du vecteur.

## Définition
Pour obtenir la loi marginale d'un vecteur, on projette la loi sur l'espace unidimensionnel de la coordonnée recherchée. La loi de probabilité de la i-ème coordonnée d'un vecteur aléatoire est appelée la i-ème loi marginale. La loi marginale {\displaystyle \mathbb {P} _{i}} de {\displaystyle \mathbb {P} } s'obtient par la formule : 
{\displaystyle \mathbb {P} _{i}(A)=\mathbb {P} _{X_{i}}(A)=\iint {1}_{\omega _{i}\in A}\,\mathbb {P} (\mathrm {d} (\omega _{1},\dots ,\omega _{n}))} pour tout {\displaystyle A\in {\mathcal {B}}(\mathbb {R} )}.
Soient {\displaystyle X} et {\displaystyle Y} deux variables aléatoires de l'espace probabilisé {\displaystyle (\Omega ,{\mathcal {E}},p)} vers l'espace mesurable {\displaystyle (F,{\mathcal {F}})} et {\displaystyle B\in {\mathcal {F}}}.
Les lois de probabilité marginales du vecteur aléatoire {\displaystyle Z=(X,Y)} sont les lois de probabilité de {\displaystyle X} et de {\displaystyle Y}. On traite ici celle de {\displaystyle X} (la méthode est la même pour celle de {\displaystyle Y}). D'après le théorème des probabilités totales, elle est liée à la loi de probabilité conditionnelle :
{\displaystyle \mathbb {P} _{X}(B)=\int _{\Omega }\mathbb {P} (X^{-1}\langle B\rangle \cap \mathrm {d} \omega _{Y})=\int _{F}\mathbb {P} _{(X,Y)}(B,\mathrm {d} y).}

## Exemples

### Loi discrète
Si {\displaystyle Y} est une variable aléatoire discrète à valeurs dans un ensemble dénombrable {\displaystyle S\subset F}, alors :
{\displaystyle \mathbb {P} _{X}(B)=\sum _{y\in S}\mathbb {P} _{(X,Y)}(B,\{y\}).}
C'est notamment le cas quand {\displaystyle S} est fini. En notant {\displaystyle y_{1},\dots ,y_{n}} ses valeurs et {\displaystyle \mathbb {P} _{X,1}(B),\dots ,\mathbb {P} _{X,n}(B)} les probabilités {\displaystyle \mathbb {P} _{X,Y}(B,\{y_{1}\}),\dots ,\mathbb {P} _{X,Y}(B,\{y_{n}\})}, la loi de probabilité devient :
{\displaystyle \mathbb {P} _{X}(B)=\sum _{i=1}^{n}\mathbb {P} _{X,i}(B).}
Le tableau suivant donne un exemple. On a marqué les probabilités que X = xi et Y = yj. La loi marginale pour X donne les probabilités que X = xi. Elle est donnée sur la dernière ligne. Par exemple, la probabilité que X = x1 est obtenue en sommant les probabilités d'avoir X = x1 et Y = y1, X = x1 et Y = y2, et X = x1 et Y = y3. Ainsi, on a 16/32 = 4/32+3/32+9/32. De même, la loi marginale pour Y est donné dans la dernière colonne.
|         | x1    | x2   | x3   | x4   | pY(y) ↓ |
| y1      | 4/32  | 2/32 | 1/32 | 1/32 | 8/32    |
| y2      | 3/32  | 6/32 | 3/32 | 3/32 | 15/32   |
| y3      | 9/32  | 0    | 0    | 0    | 9/32    |
| pX(x) → | 16/32 | 8/32 | 4/32 | 4/32 | 32/32   |

### Loi absolument continue
Les lois marginales d'une loi absolument continue s'expriment à l'aide de leurs densités marginales par les formules :
{\displaystyle {\begin{aligned}f_{X}(x)&=\int _{\mathbb {R} }\ f_{Z}(x,y)\,\mathrm {d} y,\\f_{Y}(y)&=\int _{\mathbb {R} }\ f_{Z}(x,y)\,\mathrm {d} x\end{aligned}}}
où {\displaystyle f_{Z}} est la densité de probabilité du vecteur {\displaystyle Z}.
De manière plus générale, si {\displaystyle X} et {\displaystyle Y} sont des variables aléatoires absolument continues, de densité de probabilité conjointe {\displaystyle f_{(X,Y)}} par rapport à une mesure {\displaystyle \sigma }-finie {\displaystyle \mu } sur {\displaystyle (F,{\mathcal {F}})}, alors :
{\displaystyle \mathbb {P} _{X}(B)=\int _{F}\left(\int _{B}f_{(X,Y)}(x,y)\mu (\mathrm {d} x)\right)\mu (\mathrm {d} y).}